# 津保川花火大会
津保川花火大会（つぼがわはなびたいかい）は、岐阜県関市で奇数年の8月15日に開催される花火大会。

## 概要
奇数年の8月15日に開催される。2009年（平成21年）に第1回が開催され、2023年（令和5年）で第7回を数える。
関市の東部の津保川流域の地域（旧・武儀町、上之保村）の花火大会であり、主催は津保川花火大会実行委員会。共催は岐阜新聞、岐阜放送、関市。後援は関市東商工会、NPO法人日本平成村、関市自治会連合会武儀支部、関市自治会連合会上之保支部などである。
2019年の第6回は2018年にこの地域を襲った平成30年7月豪雨の復興を祈願しての開催となり、2021年は新型コロナウイルスの流行により中止。2023年に4年ぶりの第7回が開催された。
岐阜県内で岐阜新聞及び岐阜放送が主催（または後援、共催）する花火大会、「岐阜新聞・岐阜放送花火シリーズ」の一つである。

## 開催場所
- 関市富之保（旧・武儀町富之保

津保川河畔（新粟野橋上流）

## 交通アクセス

### 自動車
- 当日は武儀生涯学習センター、関市立武儀小学校、旧・岐阜県立関有知高等学校中濃校舎に臨時駐車場が設置される[3]。

## その他
- 奇数年の関市の花火大会は、関市民花火大会（8月13日）、関市武芸川ふるさと夏まつり花火大会（8月14日）、津保川花火大会（8月15日）と、3夜連続で花火大会が開催される。また、偶数年のうちオリンピック開催年の8月15日には、板取川花火大会が開催される。